# Wild Child
「Wild Child」（ワイルド・チャイルド）は、moumoonのメジャー12枚目のシングル。 2012年5月2日にavex traxから発売された。

## 概要
- 前作「『Love is everywhere』」から2ヶ月弱ぶりのリリース。
- 表題曲「Wild Child」は挑戦をテーマに書き下ろした軽快なロックチューンの応援歌[1]。YUKAは「大好きな事や物に、無我夢中になる感覚を思い出しながら書きました」と述べている[2]。
- 今作はCDのみ、「遊☆戯☆王ZEXAL」ジャケットのCDのみ初回限定盤、CD+DVDの3形態での販売となる。CDのみ仕様と初回限定盤には、同年2月に発売されたアルバム『No Night Land』のメドレーがCDに追加収録される。初回限定盤のジャケットではアニメ絵で描かれたYUKAと柾が、遊☆戯☆王ZEXALのキャラクター・九十九遊馬と共演している。
- 収録曲「Wild Child」「Start it now」共に、後発のアルバム『PAIN KILLER』には未収録。

## 収録曲

### CD
1. Wild Child
  - テレビ東京系アニメ『遊☆戯☆王ZEXAL』エンディングテーマ
2. Start it now
  - NHK BSプレミアム『アフロディーテの羅針盤』テーマソング
3. 「No Night Land」Medley
  - CD＋DVD仕様は未収録。
4. Wild Child（instrumental）
5. Start it now（instrumental）

### DVD
1. Wild Child（video clip）
2. Wild Child（making clip）